# Leichtathletik-Weltmeisterschaften 2009/Teilnehmer (Sambia)
| Gelbes Symbol für Goldmedaillen mit stilisierten Olympischen Ringen | Graues Symbol für Silbermedaillen mit stilisierten Olympischen Ringen | Braundes Symbol für Bronzemedaillen mit stilisierten Olympischen Ringen |
| ------------------------------------------------------------------- | --------------------------------------------------------------------- | ----------------------------------------------------------------------- |
| —                                                                   | —                                                                     | —                                                                       |

Der Leichtathletik-Verband Sambias stellte vier Athleten bei den Leichtathletik-Weltmeisterschaften 2009 in Berlin.

## Ergebnisse

### Männer

#### Laufdisziplinen
| Athlet        | Disziplin | Vorlauf         | Vorlauf | Viertelfinale | Viertelfinale | Halbfinale         | Halbfinale         | Finale             | Finale             |
| Athlet        | Disziplin | Zeit            | Platz   | Zeit          | Platz         | Zeit               | Platz              | Zeit               | Platz              |
| ------------- | --------- | --------------- | ------- | ------------- | ------------- | ------------------ | ------------------ | ------------------ | ------------------ |
| Gerald Phiri  | 100 m     | 10,30 s         | 16      | 10,16 s NR    | 14            | 10,19 s            | 13                 | nicht qualifiziert | nicht qualifiziert |
| Gerald Phiri  | 200 m     | DNS             | DNS     | –             | –             | –                  | –                  | –                  | –                  |
| Prince Mumba  | 800 m     | 1:48,13 min     | 29      |               |               | nicht qualifiziert | nicht qualifiziert | nicht qualifiziert | nicht qualifiziert |
| Tonny Wamulwa | 5000 m    | 14:01,67 min SB | 32      |               |               | nicht qualifiziert | nicht qualifiziert | nicht qualifiziert | nicht qualifiziert |

### Frauen

#### Laufdisziplinen
| Athletin        | Disziplin | Vorlauf | Vorlauf | Halbfinale         | Halbfinale         | Finale             | Finale             |
| Athletin        | Disziplin | Zeit    | Platz   | Zeit               | Platz              | Zeit               | Platz              |
| --------------- | --------- | ------- | ------- | ------------------ | ------------------ | ------------------ | ------------------ |
| Racheal Nachula | 400 m     | 53,21 s | 25      | nicht qualifiziert | nicht qualifiziert | nicht qualifiziert | nicht qualifiziert |